# Pyrophleps
Pyrophleps is een geslacht van vlinders uit de familie wespvlinders (Sesiidae), onderfamilie Sesiinae.
Pyrophleps is voor het eerst wetenschappelijk beschreven door Arita & Gorbunov in 2000. De typesoort is Pyrophleps nigripennis.

## Soorten
Pyrophleps omvat de volgende soorten:
- Pyrophleps cruentata (Swinhoe, 1896)
- Pyrophleps cucphuonganae Arita & Gorbunov, 2000
- Pyrophleps haematochrodes (Le Cerf, 1912)
- Pyrophleps nigripennis Arita & Gorbunov, 2000
- Pyrophleps ruficrista (Rothschild, 1912)
- Pyrophleps vitripennis Arita & Gorbunov, 2000